# 塞费尔德附近赖特
塞费尔德附近赖特是奥地利蒂罗尔州因斯布鲁克兰县的一个市镇。总面积17.4平方公里，总人口1142人，人口密度65.6人/平方公里（2011年）。